# Jonathan Paredes (cyclisme)
Pour les articles homonymes, voir Jonathan Paredes et Paredes.
Paredes  Hernández est un nom espagnol. Le premier nom de famille, en général paternel, est Paredes ; le second, en général maternel, souvent omis, est Hernández.
Jonathan Felipe Paredes Hernández est un coureur cycliste colombien des années 2010, né le 4 avril 1989 à Duitama (département de Boyacá) et mort le 19 mai 2025 à Tuta (Boyacá). Il obtient sa victoire la plus importante début mai 2013, en devenant champion panaméricain de la course en ligne.

## Biographie
Pendant quatre ans, Jonathan Paredes côtoie régulièrement les meilleurs espoirs du cyclisme metense comme Omar Mendoza ou Fernando Orjuela, avec lesquels, il partage des sorties d'entraînement, sous la houlette du directeur technique de la ligue cycliste du Meta, Argemiro Flórez, dont les coureurs effectuent toutes leurs concentrations et leurs préparations sur le territoire boyacense. Ne recevant aucune aide dans son département natal, d'une densité exceptionnelle de jeunes coureurs, il décide de changer de ligue. Grâce à ses affinités avec Flórez et ses coureurs, il intègre celle du Meta. 
N'ayant jamais représenté le département de Boyacá dans des compétitions nationales, il dispute, cependant, les courses du calendrier national colombien dans des équipes de son département. En 2011, par exemple, il participe aux deux épreuves les plus importantes de l'année, le Tour de Colombie et le Clásico RCN au sein de la formation EBSA, dirigée par Rafael Antonio Niño, sans résultats remarquables. L'année suivante, il court son Tour national dans l'équipe Boyacá Orgullo de América, sous la direction d'Ángel Yesid Camargo. Il le termine cent-vingtième. Lors de cette saison, se détache, tout au plus, sa quinzième place à l'arrivée de la Clásica de Fusagasugá.
Sous la direction de Chepe González, il court le Clásico RCN 2012 pour les Forces armées colombiennes (l'équipe Fuerzas Armadas - Ejército Nacional). Pendant celui-ci, il trouve un accord avec le directeur sportif de l'équipe de la Valle del Cauca, Supergiros - Blanco del Valle - Redetrans, pour disputer la saison suivante avec elle. Sous ses nouvelles couleurs, il domine en début de saison, la Clásica de Cómbita, en s'imposant dans le contre-la-montre en côte de la première étape. Trois semaines plus tard, la saison cycliste colombienne commence véritablement par la Vuelta al Valle. Dans une course autrement relevée, il termine néanmoins à la dixième place.

### De l'ombre à la lumière
Un mois après, Jonathan Paredes réalise son premier grand résultat sportif. Sous les couleurs de la ligue cycliste du Meta, il décroche la deuxième place à l'arrivée de la course en ligne des Championnats de Colombie. Dix-huit prétendants restent en liste pour le titre, en vue de la ligne d'arrivée, en légère ascension. Félix Cárdenas lance le sprint, trop tôt. Aidé par la poursuite menée par les EPM - UNE, Paredes est le premier à le remonter à deux cents mètres du but. Seul Walter Pedraza réussira à le déborder dans les cinquante derniers mètres.
Quinze jours plus tard, après maintes tergiversations, la fédération colombienne de cyclisme décide finalement d'envoyer une délégation aux Championnats panaméricains de Zacatecas, au Mexique. En remplacement de Carlos Ospina, malade, Paredes est convié, aux côtés d'hommes expérimentés comme Cárdenas ou Pedraza. Il profite du marquage strict exercé sur ses compatriotes, donnés comme favoris, pour remporter le Championnat. Sur un circuit exigeant, à parcourir dix-huit fois, sur l'injonction de Cárdenas, il se lance à la poursuite du Mexicain Ignacio Sarabia, en compagnie de l'Équatorien Segundo Navarrete. À deux tours de l'arrivée, ils ont six minutes d'avance sur le peloton. Attaqué par ses compagnons d'échappée, il choisit de s'isoler, à un tour et demi de la fin. Malgré les tentatives de rapproché de différents protagonistes (et notamment des coureurs locaux), le Colombien accroît son avance, pour arriver en solitaire, avec 1 min 40 s d'avance sur Sarabia. Il devient le douzième cafetero à s'imposer dans l'épreuve de course en ligne des Championnats panaméricains, quatorze minutes devant le peloton.

### Suite et fin de la saison 2013
Jonathan Paredes arrive ainsi au départ du Tour de Colombie, auréolé de cette victoire et avec la confiance de son directeur sportif pour jouer un rôle au classement général. Mais il ne confirme pas ces attentes et doit abandonner lors de la huitième étape, sans avoir pesé sur la course.
Il réapparait, seulement trois mois plus tard, dans le haut d'un classement. Il termine sixième de la Vuelta a Boyacá, épreuve préparatoire au Clásico RCN, grâce à deux troisième place aux arrivées d'étape, notamment lors du contre-la-montre.
Jonathan Paredes est contacté, après le Tour de Colombie, par Oliverio Rincón, directeur sportif adjoint de l'équipe continentale professionnelle Colombia, qui lui demande de passer des examens médicaux. Il signe, début octobre, avec la formation. Il déclare être très content, courir en Europe étant un rêve pour beaucoup de coureurs colombiens. Il veut apporter le plus possible à son équipe, profiter de cette opportunité au maximum et participer au Tour d'Italie, si sa nouvelle équipe y était de nouveau invitée.

### Saisons 2014-2015:Team Colombia
Jonathan Paredes débute avec sa nouvelle formation lors de l'Étoile de Bessèges. Attardé dans la première étape, sur un problème mécanique, victime d'une élongation, les médecins lui conseillent d'abandonner lors de la deuxième. Fin 2014 il prolonge son contrat avec la formation Colombia.

### Saison 2016-2017
De retour en Colombie après la fin de l'équipe continentale professionnelle, dans un premier temps, Jonathan Paredes ne trouve pas d'équipes pour l'accueillir. Près très tôt dans la saison, en février 2016, il termine septième du contre-la-montre des championnats de Colombie puis sur le podium de la Clásica de Combita. Avant de participer à son Tour national avec l'équipe "EBSA" de Rafael Antonio Niño, où seule la dernière étape (il est membre de l'échappée victorieuse) est à relever. En février 2017, sous les couleurs de la ligue cycliste du Meta, il se classe cinquième du contre-la-montre des championnats nationaux. En août, Paredes se classe troisième de la sixième étape du Tour de Colombie. En novembre, l'Union cycliste internationale notifie à Jonathan Paredes un résultat analytique anormal au CERA, sur des échantillons prélevés lors du précédent Tour de Colombie.  Il est suspendu 4 ans, jusqu'au 31 juillet 2021.

### Après-carrière et mort
Après l'arrêt de sa carrière de cycliste, Jonathan Paredes ouvre un local commercial à Tunja, dédié à la vente d'accessoires de cyclisme. Le 19 mai 2025, il est mortellement heurté par une camionnette alors qu'il roule avec un groupe de cyclistes sur la route reliant Tunja et Paipa.

## Palmarès
- 2013
  -  Médaille d'or de la course en ligne des championnats panaméricains
  - Clásica de Cómbita :
    - Classement général
    - 1re étape

  - 2e du championnat de Colombie sur route
- 2015
  - Clásica Perla del Fonce

## Classements mondiaux
| Année                                 | 2013 | 2014 | 2015 | 2016  | 2017  |
| ------------------------------------- | ---- | ---- | ---- | ----- | ----- |
| Classement mondial                    |      |      |      | 2408e | 2026e |
| UCI America Tour                      | 12e  | nc   | nc   | 474e  | 266e  |
|                                       |      |      |      |       |       |
| Légende : nc = non classéSource : UCI |      |      |      |       |       |